# Ethel Smith (Leichtathletin)

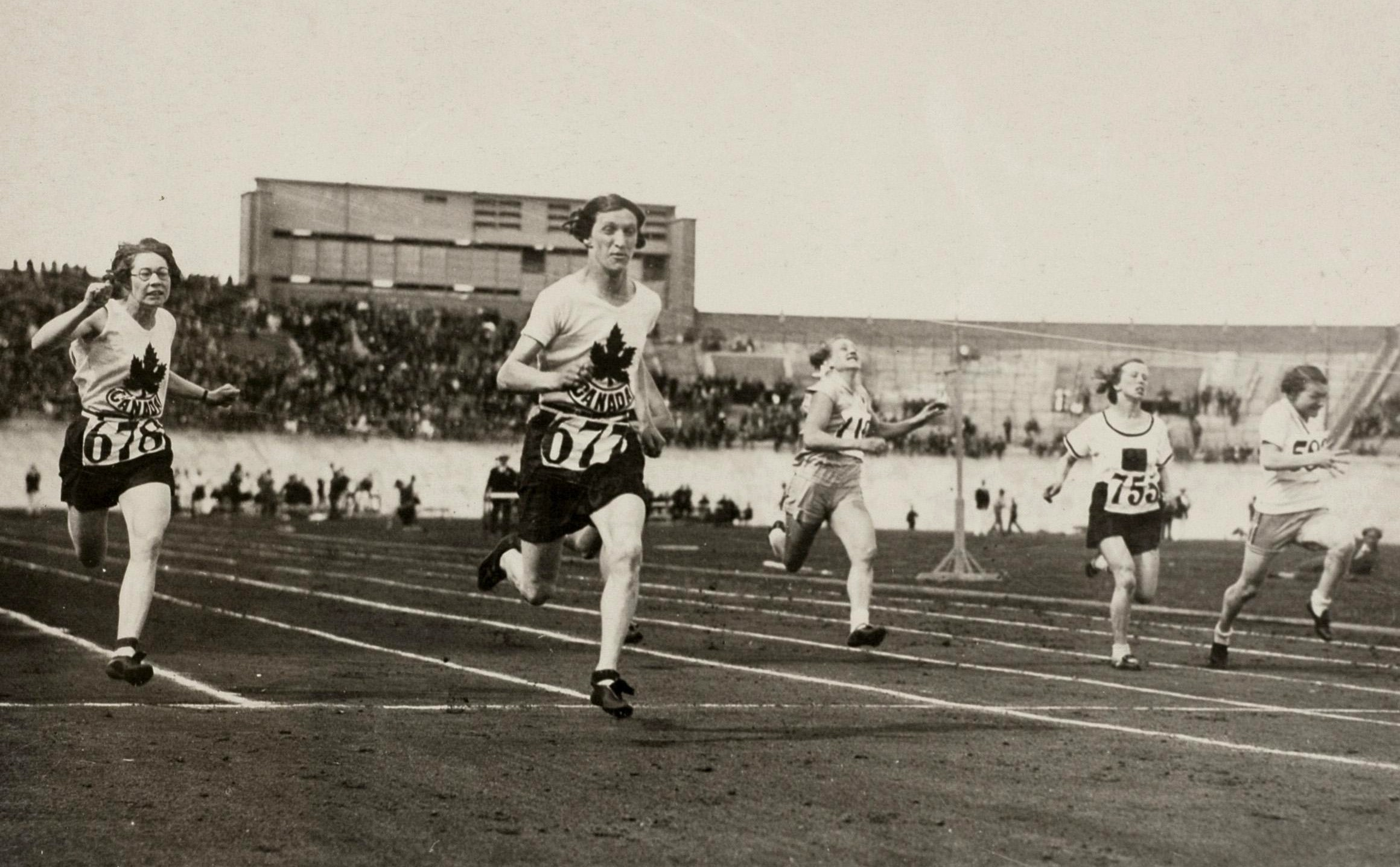
Ethel Smith (ganz links) 1928 in Amsterdam

Ethel Smith (Ethel M. Smith; * 5. Juli 1907 in Toronto, Ontario; † 31. Dezember 1979 ebenda) war eine kanadische Leichtathletin und Olympiasiegerin.
1928 reiste Smith zu den Olympischen Spielen in Amsterdam. Die Presse betitelte vor den Wettkämpfen die kleine Gruppe kanadischer Athletinnen als The Matchless Six (Die unvergleichlichen Sechs). Smith gewann Gold in der 4-mal-100-Meter-Staffel zusammen mit Fanny Rosenfeld, Florence Bell und Myrtle Cook, sowie die Bronzemedaille im 100-Meter-Lauf hinter der US-Amerikanerin Betty Robinson (Gold) und ihrer Freundin, der Kanadierin Fanny Rosenfeld (Silber).